# Polydusíkové výbušniny
Polydusíkové výbušniny jsou převážně až zcela (dle definice) hypotetické a tedy nepřipravené látky. Polydusíkové sloučeniny jsou z chemického hlediska látky složené v drtivé většině nebo zcela z řetězců dusíkových atomů, tyto řetězce mohou být jak lineární, tak cyklické i klecovitého charakteru. Polydusíkové sloučeniny lze také chápat jako jakousi kondenzovanou formu dusíku, dusík "chemicky" stlačen do formy krystalické látky. Hnací silou těchto výbušnin (ale obecně i všech jiných výbušnin) je energetická prohlubeň tvořená extrémně pevnou trojnou vazbou (~33.75 MJ/kg) mezi dusíky v plynném dusíku N2 (produktu exploze polydusíkových sloučenin) – u klasických CHNO výbušnin je tato prohlubeň tvořena zčásti vazbami mezi vodíkem a kyslíkem ve vodě či mezi uhlíkem a kyslíkem v oxidu uhličitém a uhelnatém. Prohlubně tvořené vodou či oxidy uhlíku ale nejsou ideální a proto je i u klasických CHNO výbušnin snaha zahrnout do molekuly co nejvíce atomů dusíku, navíc u CHNO výbušnin dochází např. k odpuzování atomů kyslíku, což se negativně odráží v hustotě výbušniny a tedy u výkonu.
Polydusíkové výbušniny jsou velmi atraktivní proto, že by měly svojí silou (jak celkovým obsahem energie na jednotku hmotnosti tak i detonační rychlostí a detonačním tlakem) i několikanásobně překonávat nejsilnější klasické CHNO výbušniny (výbušniny na bázi uhlíku, vodíku, dusíku a kyslíku). Vývoj klasických CHNO výbušnin bohužel po 50. letech 20. století narazil na tvrdou bariéru kolem 400 kbar detonačního tlaku, kterou se nedaří výrazně překonat – tato je dána především termodynamickými vlastnostmi CHNO systémů (toto je bohužel zčásti dáno i na sebe zbytečně uvalenými limitacemi v oboru výzkumu energetických materiálů). V důsledku 70. let zaostávání výbušnin za kompozitními materiály nastal stav, kdy si CHNO výbušniny nejsou schopny poradit např. s moderním tankovým pancířem – čelní pancíře tanků jako je M1A2 SEP v3 a Merkava IV jsou současnými bojovými hlavicemi střel (Hellfire, Kornet, MPP) prakticky neprorazitelné a podobně negativně se vyvíjí i situace u vrchních pancířů nejmodernějších BVP při použití kumulativní submunice.
Predikované detonační tlaky Pcj jsou často 700–2000 kbar (pro srovnání nejsilnější vojenské výbušniny na bázi oktogenu dosahují 370 kbar), hustoty kolem 1,7–2,7 g/cm3 a detonační rychlosti mezi 15–20 km/s. Predikované detonační tlaky jsou v oblasti, pro které není validována stavová rovnice (EOS) a lze se domnívat, že reálné tlaky budou lehce nižší.
Energie detonace by mohly být kolem 8 MJ/kg až po 22,9 MJ/kg (kolem 6 MJ pro dnešní vojenské CHNO trhaviny nebo kolem 8 MJ/kg pro vojenské trhaviny s kovovým práškem = termobarické trhaviny). 
Tyto hodnoty jsou opravdu extrémní a umožňovaly by vznik zcela nových druhů extrémně účinné munice i raketových motorů. Predikované citlivosti jsou obvykle mezi třaskavinami a pentritem, připravené trhaviny by tedy bylo ještě možno prakticky využít.
Příkladem je dusíková verze fullerenu N60, hexaazakuban N8 či prosté řetězce N4, N5 apod.
Kromě polydusíkových výbušnin jsou predikovány i polymery oxidu dusného N2O s podobnými vlastnostmi jako mají polydusíkové výbušniny.